# Tiếng Ả Rập Juba
Tiếng Ả Rập Juba là ngôn ngữ chính chủ yếu được sử dụng tại tỉnh lịch sử Equatoria thuộc Nam Sudan, tên gọi của ngôn ngữ này xuất phát từ thành phố Juba, Nam Sudan. Ngôn ngữ này cũng được một số cộng đồng người Nam Sudan sống tại các đô thị của Bắc Sudan sử dụng. Thứ tiếng bồi này được phát triển từ thế kỷ 19, và xuất phát từ các binh lính người Sudan, nhiều người trong số họ là những tân binh bị bắt ép đi lính từ miền Nam Sudan. Các cư dân tại các tđô thị lớn của Nam Sudan, đặc biệt là Malakal và Wau, không thường xuyên sử dụng tiếng Ả Rập Juba, và giữ việc sử dụng tiếng Ả Rập gần gũi hơn với tiếng Ả Rập Sudan, cộng thêm ngôn ngữ địa phương.

## Phân loại
Tiếng Ả Rập Juba là một tiếng bồi dựa trên cơ sở tiếng Ả Rập Sudan. Ngôn ngữ này đơn giản hóa hết sức ngữ pháp cũng như chịu ảnh hưởng của các ngôn ngữ địa phương ở phía nam đất nước. DeCamp, được viết vào giữa thập niên 1970, phân loại tiếng Ả Rập Juba là một tiếng bồi hơn là một ngôn ngữ creole (nghĩa là không phải ngôn ngữ thứ nhất được sử dụng), theo Mahmud, viết sau đó ít lâu, đã nói một cách không rõ ràng rằng tiếng Ả Rập Juba không phải là đơn thuần do "nói tiếng Ả Rập không sõi" nhưng là một phương ngữ riêng biệt. Công việc của Mahmoud mang tính chính trị khá lớn vì ông là trí thức Bắc Sudan.
Do nội chiến xảy ra tại Nam Sudan từ năm 1983, các nghiên cứu mới về vấn đề này bị hạn chế. Tuy nhiên, đô thị Juba đã có sự phát triển về kích cỡ từ khi bắt đầu nội chiến, nơi đây trở thành một vùng đất biệt lập sâu trong nội địa, và vì thế số người dùng ngôn ngữ này đã tăng lên. Chính quyền Nam Sudan mới tuyên bố độc lập đã chon tiếng Anh àm ngôn ngữ chính thức mặc dù tiếng Ả Rậpvà các ngôn ngữ bản địa như Juba Arabic, Dinka, Nuer, Shilluk có nhiều người sử dụng hơn.